# 전치혈관
전치혈관(前置血管, vasa praevia, vasa previa)은 태아의 혈관들이 자궁경관의 내구 가까이에 얽혀있는 임신 합병증이다. 이 혈관들은 지탱하고 있는 막들이 파열될 때 파열될 위험이 있는데 이들이 탯줄이나 태반 조직에 의해 지탱되지 못하기 때문이다.
위험 요인으로는 시험관 아기가 포함된다.
전치혈관은 1,000건의 임신 중 약 0.6건 꼴로 발병한다.

## 병인
보호되지 않는 태아 혈관들이 자궁경관의 내구에 걸쳐 태막을 가로지를 때 전치혈관이 발생한다.

## 치료
전치혈관이 있는 여성의 경우 막이 파열되기 전에 제왕절개를 통해 태아를 출산시키는 것이 권고된다. 막이 파열되는 타이밍을 예측하기 어렵다는 것을 염두에 두고, 35~36째주에 제왕절개를 통한 출산이 권고된다.

## 같이 보기
- 전치태반